# The Dark Pictures Anthology: House of Ashes
The Dark Pictures Anthology: House of Ashes (também conhecido como House of Ashes) é um jogo eletrônico de drama interativo de survival horror, desenvolvido pela Supermassive Games e publicado pela Bandai Namco Entertainment. É o terceiro de oito episódios planejados da franquia The Dark Pictures Anthology, após Man of Medan (2019) e Little Hope (2020). Foi lançado em 22 de outubro de 2021 para Windows, PlayStation 4, PlayStation 5, Xbox One e Xbox Series X/S.

## Jogabilidade
Semelhante ao seu antecessor, o jogo é um drama interativo. O jogador controla 5 personagens que estão presos sob um templo subterrâneo da Mesopotâmia durante a Guerra do Iraque em 2003, onde são perseguidos e caçados por monstros acordados pelo caos. Os 5 personagens incluem a oficial da Central Intelligence Agency (CIA), Rachel King (interpretada por Ashley Tisdale) com seu marido, o tenente-coronel da Força Aérea dos Estados Unidos, Eric King (interpretado por Alex Gravenstein); o primeiro-tenente dos fuzileiros navais, Jason Kolchek (interpretado por Paul Zinno) com o sargento Nick Kay (interpretado por Moe Jeudy-Lamour); e o tenente do exército iraquiano, Salim Othman (interpretado por Nick Tarabay). Ao longo do jogo, os jogadores precisam tomar decisões diferentes que podem ter consequências a longo prazo, pois influenciam como os personagens se interpretam e o curso da narrativa. Todos os cinco personagens podem sobreviver ou morrer dependendo da decisão do jogador. Como resultado, o jogo tem vários finais.

## Enredo
Na antiga Acádia, durante o ano de 2231 a.C., os acadianos estão em guerra com o povo gútios, ao mesmo tempo que lidam com a fome e a peste. O rei acadiano caiu na loucura, refugiando-se em seu templo e executando os prisioneiros de gútios como sacrifícios de sangue. Enquanto os gútios atacam o templo, ocorre um eclipse solar e criaturas desconhecidas começam a massacrar os dois exércitos. Dois sobreviventes, o general acadiano Balathu e o soldado Kurum, fogem para as catacumbas do templo para escapar das criaturas, mas são rapidamente oprimidos e presumivelmente mortos.
Nos tempos atuais da trama, o tenente-coronel da USAF, Eric King, chega ao Iraque em meio à guerra em 2003. Ele informa uma equipe de fuzileiros navais da Força de Reconhecimento, liderada pelo primeiro tenente Jason Kolcheck e pelo sargento. Nick Kay, sobre sua missão de invadir um complexo de vilarejo que acredita-se que contenha armas de destruição em massa. A equipe também inclui a ex-esposa de King, a oficial da CIA Rachel King. Enquanto isso, um soldado da Guarda Republicana Iraquiana, o tenente Salim Othman, está procurando por seu filho, mas é forçado por seu comandante a interceptar a equipe de Eric. O esquadrão de Salim embosca a equipe logo após eles pousarem, mas a luta causa um desmoronamento que faz com que todos caiam no antigo templo acadiano enterrado no subsolo.
No interior do templo, ambos os lados são atacados por criaturas gigantes, parecidas com morcegos, que eles chamam de vampiros. Eles encontram os restos de uma expedição arqueológica britânica liderada por Randolph Hodgson — que descobriu o templo em 1946, mas foi morto pelos demônios e descobrem que os corpos de humanos mortos também podem ser reanimados como vampiros, mais notavelmente o Antigo, que possuiu Balathu ou Kurum. Enquanto os vampiros continuam a atacar, Salim se junta aos americanos para fugir para as ruínas. Seguindo o caminho de Hodgson, a equipe encontra os restos de uma enorme nave alienígena e descobre que os vampiros eram originalmente uma raça alienígena que viajava pelo espaço e foi afetada por uma infecção parasitária. Depois de cair na Terra, os alienígenas infectados se transformaram em monstros ferozes. Presos no subsolo e vulneráveis à luz do sol, os monstros entraram em estado de hibernação por milhares de anos, apenas ocasionalmente se aventurando na superfície para se alimentar usando um fluido estranho que pode preservar até mesmo humanos por séculos.
A equipe então encontra uma câmara contendo milhares de vampiros em hibernação. Depois de destruir a câmara com explosivos e retornar à superfície para aguardar a extração por uma equipe de resgate, outro eclipse solar ocorre e os vampiros sobreviventes atacam a equipe até o fim do eclipse. A escolha do jogador determina quantos dos cinco protagonistas sobrevivem. Depois disso, o governo americano apreende as ruínas e começa a estudar os vampiros enquanto informa os membros sobreviventes da equipe, planejando encobrir todo o incidente.

## Desenvolvimento
House of Ashes é o terceiro dos oito episódios planejados na série Dark Pictures Anthology. A desenvolvedora Supermassive Games observou o feedback dos jogadores e introduziu várias mudanças de jogabilidade, como a revisão do sistema de câmera e a introdução de vários níveis de dificuldade. O jogo também é menos linear quando comparado a Little Hope (2020). Ao contrário das franquias anteriores, os monstros apresentados no jogo não são alucinações, com a equipe dispondo mais tempo projetando e capturando o movimento deles. O jogo foi inspirado na história de Narã-Sim da Acádia, um rei da Mesopotâmia amaldiçoado pelos deuses. O diretor do jogo, Will Doyle, descreveu House of Ashes como um jogo de "terror de exploração", no qual "um grupo de especialistas treinados, além de segurança, sem reservas, encontram algo horrível."; os personagens de Alien, Predator, The Descent e At the Mountains of Madness foram importantes fontes de inspiração para a equipe de desenvolvimento.
Enquanto o jogo se passa durante a Guerra do Iraque, Doyle acrescentou que o jogo não era sobre guerra e política, e a equipe apenas escolheu este como o cenário do jogo devido ao seu potencial de história. O grupo consultou um especialista árabe e militar durante a produção do jogo para garantir que sua representação do cenário fosse autêntica. Eles creditavam que usar a guerra como cenário ajudava a construir uma dinâmica e tensão interessantes entre os cinco personagens centrais. A desenvolvedora escalou a atriz Ashley Tisdale para desempenhar o papel principal no início do desenvolvimento do jogo, na qual ela concordou em fornecer sua voz e imagem com a personagem, pois noto que o projeto estava fora de sua zona de conforto.
O jogo foi revelado como um trailer escondido de Little Hope. A editora Bandai Namco Entertainment revelou o jogo oficialmente em 27 de maio de 2021. O jogo foi programado para ser lançado em 22 de outubro de 2021 para Windows, PlayStation 4, PlayStation 5, Xbox One e Xbox X/S.

## Sequência
O próximo jogo de Anthology foi revelado como The Devil in Me (2022), estrelado pela atriz irlandesa Jessie Buckley. Servirá como "final da temporada" para a primeira parte da série.